# Netz Magazine: Altezza
Netz Magazine: Altezza es un videojuego de carreras desarrollado por Dentsu y publicado por Netz Magazine para PlayStation. Fue lanzado el 27 de octubre de 1998 en Japón.

## Jugabilidad
Altezza es un juego de carreras que permite al jugador conocer las diferentes características del automóvil Toyota Altezza y probarlo en un circuito.